# Ada Smith
Ada Smith, coniugata Miga (Leigh, 24 giugno 1903 – Atherton, 8 agosto 1994), è stata una ginnasta britannica.

## Palmarès

### Olimpiadi
- 1 medaglia:
  - 1 bronzo (Amsterdam 1928 nel concorso a squadre)